# آورو توتور
آورو توتور (به انگلیسی: Avro Tutor) یک هواپیمای ساختِ کارخانهٔ آورو در کشور بریتانیا است. نخستین استفاده‌کنندهٔ این هواپیما نیروی هوایی سلطنتی بریتانیا بوده‌است. این هواپیما در ۱۹۲۹ میلادی نخستین پرواز خود را انجام داد.